# Pholiota malicola
Espèce
Pholiota malicola  est une espèce de champignons basidiomycètes de la famille des Strophariacées.
Initialement appelé Flammula malicola par le mycologue Calvin Henry Kauffman en 1926, il a été transféré dans le genre Pholiota par Alexander H. Smith en 1934.

## Répartition
On le trouve en Amérique du Nord et en Australie.